# Festival de Cannes 1947
La deuxième édition du Festival de Cannes a lieu du 12 au 25 septembre 1947. Il se déroule pour la première fois au Palais des Festivals dit Palais Croisette construit pour l'événement à l'emplacement du Cercle nautique au 50 du boulevard de la Croisette. Incomplètement terminé (une partie de la toiture s'envole), les cérémonies de remise des prix se déroulent à nouveau au Casino municipal de Cannes.

## Jury de la compétition
- Georges Huisman, historien (France), président du jury
- Jean-François Chosson, représentant officiel du centre national de la cinématographie (CNC) (France)
- Escoute, représentant officiel de la Ville de Cannes (France)
- René Jeanne, critique (France)
- Segalon, cinéphile (France)
- Alexandre Kamenka, producteur (France)
- Georges Carrière, cinéphile (France)
- Georges Raguis, représentant officiel du Syndicat (France)
- Georges Rollin, comédien (France)
- Henri Moret, cinéphile (France)
- Jean Grémillon, réalisateur (France)
- Jean Mineur, représentant officiel du CNC (France)
- Jean Nery, critique (France)
- Joseph Dotti, cinéphile (France)
- Marc-Gilbert Sauvajon, scénariste (France)
- Maurice Hille, cinéphile (France)
- Maurice Perisset, cinéphile (France)
- Raymond Borderie, représentant officiel du CNC (France)
- Régis Roubin, cinéphile (France)
- René Sylviano, représentant officiel de la SACEM (France)
- Robert Hubert, directeur photo (France)

## Sélection officielle

### Compétition
La sélection officielle en compétition se compose de 24 films :
- Le Roman d'Al Jolson (The Jolson Story) d'Alfred E. Green
- Les Amants du pont Saint-Jean de Henri Decoin
- Antoine et Antoinette de Jacques Becker
- Boomerang ! d'Elia Kazan
- La Chatte (La gata) de Mario Soffici
- Dolores, la femme errante (La copla de la Dolores) de Benito Perojo
- Le Crime de Giovanni Episcopo (Il delitto di Giovanni Episcopo) d'Alberto Lattuada
- Le Crime de Madame Lexton (Ivy) de Sam Wood
- Trafic de femmes (Två kvinnor) d'Arnold Sjöstrand
- Dumbo de Ben Sharpsteen
- L'Éternel Mirage (Skepp till India land) d'Ingmar Bergman
- L'Emprise du crime (The Strange Love of Martha Ivers) de Lewis Milestone
- L'Évadée (The Chase) de Seymour Nebenzal
- Feux croisés (Crossfire) d'Edward Dmytryk
- La Fille du capitaine (La figlia del capitano) de Mario Camerini
- L'Institutrice (A tanítónö) de Márton Keleti
- Les jeux sont faits de Jean Delannoy
- Mârouf, savetier du Caire de Jean Mauran
- Les Maudits de René Clément
- Mon propre bourreau (Mine Own Executioner) d'Anthony Kimmins
- Paris 1900 de Nicole Vedrès
- La Possédée (Possessed) de Curtis Bernhardt
- Perdu dans les ténèbres (Sperduti nel buio) de Camillo Mastrocinque
- Ziegfeld Follies de Vincente Minnelli

### Courts métrages
- Inondations en Pologne (Powódź) de Jerzy Bossak et Wacław Kaźmierczak
- Meshes of the Afternoon  de Maya Deren et Alexander Hammid

## Palmarès
Le palmarès de festival de Cannes 1947 est le suivant :
Longs métrages
- Grand Prix - comédies musicales : Ziegfeld Follies de Vincente Minnelli
- Grand Prix - dessins animés : Dumbo de Ben Sharpsteen
- Grand Prix - films d'aventures et policiers : Les Maudits de René Clément
- Grand Prix - films psychologiques et d'amour : Antoine et Antoinette de Jacques Becker
- Grand Prix - films sociaux : Feux croisés (Crossfire) de Edward Dmytryk

Courts métrages
- Grand Prix - documentaires : Inondations en Pologne (Powódź) de Jerzy Bossak et Wacław Kaźmierczak
- Grand Prix - films d'avant-garde : Meshes of the Afternoon  de Maya Deren et Alexander Hammid[3]